# Jim Brunzell
James "Jim" Brunzell (White Bear Lake, 13 de agosto de 1949) é um lutador profissional estadunidense aposentado. Brunzell lutou majoritariamente em duplas na American Wrestling Association (AWA) e World Wrestling Federation (WWF).

## Carreira na luta profissional

### American Wrestling Association (1972—1979)
Brunzell estreou na American Wrestling Association (AWA) de seu treinador Verne Gagne em dezembro de 1972.
Em maio de 1974, Brunzell formou uma dupla com Greg Gagne conhecida como os "High Flyers". Eles mantiveram rivalidades com lutadores como Buddy Wolff, Larry "The Axe" Hennig, Paul Perschmann e Bobby Heenan. No mesmo ano, pela All Japan Pro Wrestling (AJPW), Brunzell e The Brute foram derrotados por Giant Baba e Great Kusatsu. No ano seguinte, os High Flyers enfrentaram duplas como os Valiant Brothers (Jimmy e Johnny Valiant) e Heenan e Nick Bockwinkel. Em maio de 1975 derrotaram duas vezes Bockwinkel e Ray Stevens por desqualificação em um combate pelo título mundial de duplas da AWA, não conquistando o campeonato.
Em 1976, os High Flyers enfrentaram os campeões Blackjack Lanza e Bobby Duncum pelo título, sendo derrotados ou vencendo por desqualificações em algumas ocasiões. No final do ano, Brunzell teve duas chances pelo Campeonato Mundial dos Pesos-Pesados de Bockwinkel, empatando em uma ocasião e vencendo por desqualificação na outra. Os High Flyers derrotaram Lanza e Duncum pelo título de duplas em 7 de julho de 1977. Eles defenderam contra Lanza e Duncum (e posteriormente Bob Orton, Jr.), os Valiant, Jan Nelson e Roger Kirby, Angelo Mosca e The Super Destroyer, e Pat Patterson e Ray Stevens. O título eventualmente teve de ficar vago após uma lesão de Brunzell.

### National Wrestling Alliance (1977—1980)
Em fevereiro de 1977, Brunzell e Gagne passaram a lutar, além da AWA, em territórios da National Wrestling Alliance (NWA), como a Central States Wrestling (CSW), St. Louis Wrestling Club, Mid-Pacific Promotions e Maple Leaf Wrestling (MLW).
Na Jim Crockett Promotions (JCP), Brunzell participou de um torneio pelo NWA Mid-Atlantic Heavyweight Championship em setembro de 1979, mas acabou derrotado por Ken Patera. Ele derrotou Patera pelo título em 14 de setembro de 1979, o perdendo para Ray Stevens em 22 de novembro. Ele ganharia o título pela segunda vez ao derrotar Stevens em 25 de dezembro, antes de perder para The Iron Sheik em 11 de maio de 1980.

### American Wrestling Association (1981—1985)
De volta à AWA, Brunzell retomou sua dupla com Greg Gagne, enfrentando a East-West Connection (Adrian Adonis e Jesse Ventura) pelo título de duplas da empresa. As duas duplas se enfrentaram durante o primeiro semestre de 1981 até os High Flyers derrotarem Adonis e Ventura pelo título em 14 de junho. Em 26 de junho de 1983, os High Flyers perderam o título de duplas para os Sheiks (Ken Patera e Jerry Blackwell), com quem haviam mantido uma rivalidade nos anos anteriores.

### World Wrestling Federation (1985—1993)
Brunzell estreou na World Wrestling Federation (WWF) em junho de 1985, formando uma dupla com B. Brian Blair conhecida como The Killer Bees. Ele participou do torneio King of the Ring daquele ano, derrotando The Spoiler na primeira rodada. Ele empatou com Tito Santana na rodada seguinte. Eles jogaram uma moeda para classificar Santana para a semi-final. Apesar de serem mocinhos, Brunzell e Blair usavam máscaras para confundir os oponentes e os árbitros. No final de 1985 e início de 1986, os Killer Bees mantiveram uma rivalidade com a Hart Foundation (Bret Hart e Jim Neidhart).
No WrestleMania II, Blair e Brunzell participaram da battle royal envolvendo lutadores e jogadores da National Football League (NFL). Brunzell foi eliminado do combate por Hart, Neidhart e Pedro Morales. No The Big Event em 26 de agosto de 1986, os Killer Bees derrotaram Hoss e Jimmy Jack Funk.
Os Killer Bees participaram do torneio de duplas em homenagem a Frank Tunney, Sr. em 15 de março de 1987. Eles derrotaram Kamala e Sika na primeira rodada, King Kong Bundy e Paul Orndorff na semifinal e Demolition (Ax e Smash) na final para ganhar uma luta pelo título de duplas. No WrestleMania III, Nikolai Volkoff e The Iron Sheik derrotaram os Killer Bees por desqualificação após "Hacksaw" Jim Duggan atacar Sheik. Durante o verão de 1987, Brunzell manteve sua rivalidade com os campeões de duplas da Hart Foundation, os enfrentando com Hillbilly Jim, Davey Boy Smith e Junkyard Dog.
Brunzell participou do torneio King of the Ring de 1987, derrotando Ron Bass na primeira rodada, mas sendo eliminado por "Macho Man" Randy Savage na seguinte. Eles participaram de uma luta de eliminação no primeiro Survivor Series, se aliando aos Young Stallions (Paul Roma e Jim Powers), Strike Force (Tito Santana e Rick Martel), The Fabulous Rougeaus (Jacques e Raymond Rougeau), e os British Bulldogs (Davey Boy Smith e Dynamite Kid) para derrotar a Hart Foundation, The Islanders (Haku e Tama), Demolition, The Bolsheviks (Nikolai Volkoff e Boris Zhukov) e The Dream Team (Greg Valentine e Dino Bravo). Apenas os Killer Bees e os Young Stallions não foram eliminados do combate.
Brunzell participou do primeiro Royal Rumble, sendo eliminado por Nikolai Volkoff. No Saturday Night's Main Event de 7 de março de 1988, os Killer Bees foram derrotados pelos Islanders em uma luta de duas quedas. Brunzell e Blair participaram de uma battle royal no WrestleMania IV vencida por Bad News Brown. Durante o combate, eles eliminaram e foram eliminados por Jacques e Raymond Rougeou, quem enfrentaram no circuito não-televisionado pelos meses seguintes. No fim de agosto, os Killer Bees foram separados pela WWF.
Como lutador individual, Brunzell foi derrotado por Mr. Perfect, The Red Rooster e Haku no circuito não-televisionado. Ele fez parte do time de The Ultimate Warrior, Brutus Beefcake, Sam Houston, Blue Blazer contra o time de The Honky Tonk Man, "Dangerous" Danny Davis, Ron Bass, Greg Valentine e Bad News Brown. Brunzell foi o segundo eliminado do combate, por Brown. Ainda sob contrato com a WWF, no primeiro semestre de 1989, Brunzell lutou pela Windy City Pro Wrestling (WCPW) enfrentando "Mr. Electric" Steve Regal pelo título dos pesos-pesados da empresa, e pela All Japan Pro Wrestling (AJPW) em uma dupla com Tom Zenk. Brunzell passou o restante de sua carreira na WWF como um jobber. Sua última aparição no Monday Night Raw de 5 de abril de 1993, em uma derrota para Damien Demento.

### Circuito independente (1993—1998)
Brunzell fez uma participação na World Championship Wrestling (WCW) durante o Slamboree em 23 de maio de 1993, aliando-se a Blackjack Mulligan e Wahoo McDaniel contra Don Muraco, Jimmy Snuka e Dick Murdoch. O árbitro encerrou o combate sem vencedores por não conseguir controlar os lutadores.
Brunzell e Blair fizeram mais uma luta pela American Wrestling Association (AWA), derrotando os Texas Hangmen (Killer & Psycho) em 22 de janeiro de 1994.
Em 23 de setembro de 1994, os dois retornaram à Universal Wrestling Federation (UWF), onde lutaram em dois combates em 1991, em um combate pelo título mundial de duplas da companhia, que estava vago. Eles derrotaram The Warlord e Larry Powers para tornarem-se os primeiros campeões.

## Na luta profissional
- Movimentos de finalização
  - Dropkick[1][2]

- Alcunhas
  - Jumpin'[1]

## Títulos e prêmios
- American Wrestling Association
  - AWA World Tag Team Championship (2 vezes)[4] – com Greg Gagne

- Central States Wrestling
  - NWA World Tag Team Championship (versão de Central States) (2 vezes)[20] – com Mike George

- Jim Crockett Promotions
  - NWA Mid-Atlantic Heavyweight Championship (2 vezes)[3]

- Pro Wrestling Illustrated
  - Dupla do Ano (1982)[21] – com Greg Gagne
  - PWI o colocou na #142ª posição dos 500 melhores lutadores individuais em 1992[22]

- Universal Wrestling Federation
  - UWF World Tag Team Championship (1 vez)[19] – com B. Brian Blair

- West Four Wrestling Alliance
  - WFWA Canadian Heavyweight Championship (1 vez)[23]